# Kenneth Dougall
Kenneth Dougall (Brisbane, 7 maggio 1993) è un calciatore australiano, centrocampista del Buriram Utd.

## Carriera

### Club
È cresciuto nelle giovanili del Brisbane Roar.

### Nazionale
Ha giocato nella nazionale australiana Under-23.
Il 3 giugno 2021 debutta in nazionale maggiore nel successo per 3-0 contro il Kuwait.

## Statistiche

### Presenze e reti nei club
Statistiche aggiornate al 16 gennaio 2018.
| Stagione             | Squadra              | Campionato           | Campionato | Campionato | Coppe nazionali | Coppe nazionali | Coppe nazionali | Coppe continentali | Coppe continentali | Coppe continentali | Altre coppe | Altre coppe | Altre coppe | Totale | Totale | Totale |
| Stagione             | Squadra              | Comp                 | Pres       | Reti       | Comp            | Pres            | Reti            | Comp               | Pres               | Reti               | Comp        | Pres        | Reti        | Pres   | Reti   |        |
| -------------------- | -------------------- | -------------------- | ---------- | ---------- | --------------- | --------------- | --------------- | ------------------ | ------------------ | ------------------ | ----------- | ----------- | ----------- | ------ | ------ | ------ |
| 2013                 | Brisbane City        | QSL                  | 24         | 4          |                 | -               | -               |                    | -                  | -                  |             | -           | -           | 24     | 4      |        |
| 2014                 | Brisbane City        | QSL                  | 10         | 6          |                 | -               | -               |                    | -                  | -                  |             | -           | -           | 10     | 6      |        |
| Totale Brisbane City | Totale Brisbane City | Totale Brisbane City | 34         | 10         |                 | -               | -               |                    | -                  | -                  |             | -           | -           | 34     | 10     |        |
| 2014-2015            | Telstar              | EE                   | 29         | 1          | CO              | 0               | 0               |                    | -                  | -                  |             | -           | -           | 29     | 1      |        |
| 2015-2016            | Sparta Rotterdam     | EE                   | 32         | 0          | CO              | 2               | 0               |                    | -                  | -                  |             | -           | -           | 34     | 0      |        |
| 2016-2017            | Sparta Rotterdam     | ED                   | 30         | 1          | CO              | 2               | 0               |                    | -                  | -                  |             | -           | -           | 32     | 1      |        |
| 2017-2018            | Sparta Rotterdam     | ED                   | 17         | 0          | CO              | 1               | 0               |                    | -                  | -                  |             | -           | -           | 18     | 0      |        |
| Totale carriera      | Totale carriera      | Totale carriera      | 132        | 12         |                 | 5               | 0               |                    | -                  | -                  |             | -           | -           | 137    | 12     |        |

### Cronologia presenze e reti in nazionale
| Cronologia completa delle presenze e delle reti in nazionale ― Australia | Cronologia completa delle presenze e delle reti in nazionale ― Australia | Cronologia completa delle presenze e delle reti in nazionale ― Australia | Cronologia completa delle presenze e delle reti in nazionale ― Australia | Cronologia completa delle presenze e delle reti in nazionale ― Australia | Cronologia completa delle presenze e delle reti in nazionale ― Australia | Cronologia completa delle presenze e delle reti in nazionale ― Australia | Cronologia completa delle presenze e delle reti in nazionale ― Australia |
| Data                                                                     | Città                                                                    | In casa                                                                  | Risultato                                                                | Ospiti                                                                   | Competizione                                                             | Reti                                                                     | Note                                                                     |
| ------------------------------------------------------------------------ | ------------------------------------------------------------------------ | ------------------------------------------------------------------------ | ------------------------------------------------------------------------ | ------------------------------------------------------------------------ | ------------------------------------------------------------------------ | ------------------------------------------------------------------------ | ------------------------------------------------------------------------ |
| 3-6-2021                                                                 | Al Kuwait                                                                | Australia                                                                | 3 – 0                                                                    | Kuwait                                                                   | Qual. Mondiali 2022                                                      | -                                                                        | 64’                                                                      |
| 7-6-2021                                                                 | Al Kuwait                                                                | Australia                                                                | 5 – 1                                                                    | Taipei cinese                                                            | Qual. Mondiali 2022                                                      | -                                                                        | 64’                                                                      |
| 11-6-2021                                                                | Al Kuwait                                                                | Nepal                                                                    | 0 – 3                                                                    | Australia                                                                | Qual. Mondiali 2022                                                      | -                                                                        | 70’                                                                      |
| 11-11-2021                                                               | Sydney                                                                   | Australia                                                                | 0 – 0                                                                    | Arabia Saudita                                                           | Qual. Mondiali 2022                                                      | -                                                                        | 87’                                                                      |
| 1-6-2022                                                                 | Al Wakrah                                                                | Australia                                                                | 2 – 1                                                                    | Giordania                                                                | Amichevole                                                               | -                                                                        | 46’                                                                      |
| Totale                                                                   |                                                                          | Presenze                                                                 | 5                                                                        |                                                                          | Reti                                                                     | 0                                                                        |                                                                          |

## Palmarès

### Club

#### Competizioni nazionali
- Eerste Divisie: 1

Sparta Rotterdam: 2015-2016
- Thai League: 2

Buriram United: 2023-2024, 2024-2025
- Thai FA Cup: 1

Buriram United: 2024-2025